# Enotocleptes denticollis
Enotocleptes denticollis är en skalbaggsart som först beskrevs av Fauvel 1906.  Enotocleptes denticollis ingår i släktet Enotocleptes och familjen långhorningar. Inga underarter finns listade i Catalogue of Life.